# Кизилуюм
Кизилую́м (каз. Қызылұйым) — село у складі району Біржан-сала Акмолинської області Казахстану. Входить до складу Ульгинського сільського округу.
Населення — 166 осіб (2021; 221 у 2009, 238 у 1999, 201 у 1989).
Національний склад станом на 1989 рік:
- казахи — 100 %.